# فاي دلتا ثيتا
فاي دلتا ثيتا ( ΦΔΘ</link> (Phi Delt)، والمعروفة باسم فاي دلتا، هي منظمة أخوية سرية واجتماعية دولية تأسست في جامعة ميامي في أكسفورد، أوهايو، في عام 1848.
ويقع مقرها الرئيسي في أكسفورد، أوهايو. حيث تشكلت فاي ديل، جنبًا إلى جنب مع بيتا ثيتا باي و سيغما تشي، وثالوث ميامي . 
تمتلك الأخوة أكثر من 200 فرع ومستعمرة نشطة في أكثر من 44 ولاية أمريكية وخمس مقاطعات كندية، وقد ضمت أكثر من 310.000 رجل بين عامي 1848 و2024  هناك أكثر من 180,000 من الخريجين الأحياء. تمتلك شركات فاي ديلتا ثيتا للمنازل المستأجرة أكثر من 135 منزلًا بقيمة تزيد عن 200 مليون دولار اعتبارًا من صيف 2024.  هناك ما يقرب من 100 نادي خريجين معترف بهم في جميع أنحاء الولايات المتحدة وكندا.

## التاريخ

### التأسيس

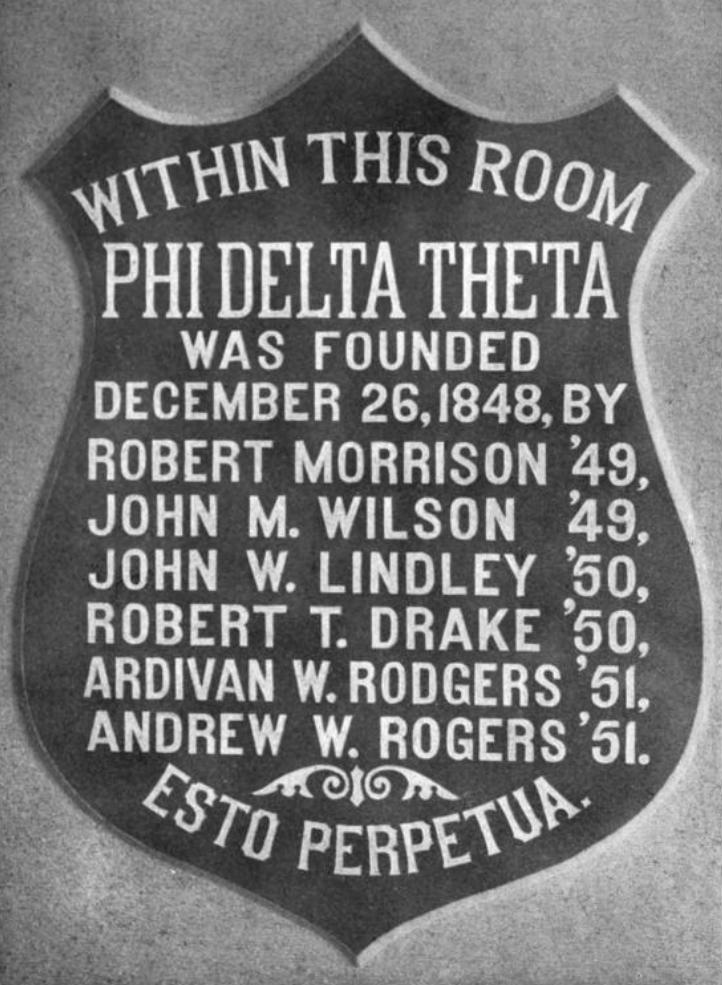
قرص تذكاري

في عام 1839، تأسست بيتا ثيتا باي في جامعة ميامي في أكسفورد، أوهايو . احتجاجًا على رئيس الجامعة، قام أعضاء بيتا ثيتا باي وأخوية أخرى، ألفا دلتا فاي، بإغلاق مداخل المبنى التعليمي والإداري الرئيسي فيما أصبح يعرف باسم تمرد كرة الثلج العظيم  1848.

## أنظر أيضا
- قائمة الاخويات الاجتماعية والجمعيات النسائية

## روابط خارجية
- الموقع الرسمي لفاي دلتا ثيتا
- برنامج تطوير أعضاء Accolade
- موقع التوسعة
- الخريجون البارزون في فاي دلتا ثيتا